# Sport au Kazakhstan
Cet article traite du sport au Kazakhstan.

## Disciplines

### Tennis
Elena Rybakina est la première kazakh à remporter un tournoi du Grand Chelem, et le plus prestigieux : Wimbledon en juillet 2022 en battant la Tunisienne Ons Jabeur au terme d'un match disputé en trois sets (3-6,6-2, 6-2).

### Athlétisme
Dmitriy Karpov est un décathlonien distingué, remportant la médaille de bronze aux Jeux olympiques d'été de 2004, et les Championnats du monde d'athlétisme de 2003 et 2007. 
Olga Rypakova est une athlète, spécialiste du triple saut, championne olympique en 2012. Elle est l'une des personnalités sportives les plus connues du pays. Elle décroche trois médailles olympiques (or en 2012, argent en 2008 et bronze en 2016) ainsi que trois médailles mondiales en plein air (argent en 2011 et bronze en 2015 / 2017) et trois en salle (or en 2010, argent en 2012 et bronze en 2008).

### Bandy
L'équipe nationale de bandy du Kazakhstan est parmi les meilleures au monde, et a plusieurs fois remporté la médaille de bronze au Championnat du monde de bandy, y compris l'édition 2012, lorsque le Kazakhstan a accueilli le tournoi. 
Dans le tournoi 2011, ils ont atteint la finale pour la première fois. En 2012, ils ont perdu aux tirs au but. L'équipe a remporté le premier tournoi bandy des Jeux asiatiques d'hiver. Pendant l'époque soviétique, le Dynamo Alma-Ata a remporté les championnats nationaux de l'Union soviétique en 1977 et 1990, et la Coupe d'Europe en 1978. 
Le Bandy est développé dans 10 des 17 divisions administratives du pays (8 des 14 régions et 2 des 3 villes qui sont situés à l'intérieur de, mais ne font pas partie des régions). Cependant l'Akzhaiyk de l'Oral, est le seul club professionnel.

### Boxe
Les boxeurs kazakhs ont une bonne réputation mondiale. Au cours des trois derniers Jeux Olympiques, leur performance a été évaluée comme l'une des meilleures et ils ont eu plus de médailles que tout autre pays dans le monde (à l'exception de Cuba et de la Russie). 
En 1996 et 2004, deux boxeurs kazakhs (Vasiliy Jirov en 1996 et Bakhtiyar Artayev en 2004) ont été reconnus comme les meilleurs boxeurs pour leurs techniques avec le trophée Val Barker, décerné au meilleur boxeur du tournoi.
En boxe, le Kazakhstan a eu de bons résultats aux Jeux Olympiques d'été de 2000 à Sydney, en Australie. Deux boxeurs, bekzat sattarkhanov et Yermakhan Ibraimov, ont remporté des médailles d'or. Deux autres boxeurs, Boulat Jumadilov et Mukhtarkhan Dildabekov, ont remporté des médailles d'argent.
Il convient également de noter que Oleg Maskaev, né à Zhambyl, représentant la Russie, a été champion du WBC des poids lourds après avoir éliminé Hasim Rahman le 12 août 2006.
Le champion poids moyen WBA, WBC et IBF en titre est le Kazakh Gennady Golovkin.
Natascha Ragosina, représentant la Russie, mais originaire de Karaganda a tenu sept versions du titre des super-moyens femme, et deux titres des poids lourds au cours de sa carrière de boxeuse. Elle détient le record du plus long règne WBA des femmes en super-moyens, et le plus long règne WBC des femmes en super-moyens.

### Cross country ski
Vladimir Smirnov a remporté sept médailles aux Jeux olympiques d'hiver de 1988, 1994 et 1998, y compris une médaille d'or dans la compétition de 50 km en 1994. Il a également remporté 11 médailles au total aux Championnats du monde de 1987 à 1995, dont quatre médailles d'or. Au cours de la première partie de sa carrière active, il a représenté l'Union soviétique, ensuite le Kazakhstan.

### Cyclisme
Le cyclisme est le sport dans lequel le Kazakhstan a connu le plus de succès. 
Alexander Vinokourov a représenté le Kazakhstan dans sa carrière de cycliste. Vinokourov a terminé troisième dans le Tour de France 2003 et 5e du Tour de France 2005, tandis que deux autres jeunes Kazakhs, Andrej Kashechkin, qui plus tard a terminé 3e de la Vuelta 2006 en Espagne, et Maxim Iglinsky, vainqueur de 2012 Liège-Bastogne-Liège ont terminé respectivement 19e et 37e.
En 2006, l'équipe de Vinokourov (ONCE), est tristement réputé à la suite d'un scandale de dopage. 
Vinokourov a aidé à former une nouvelle équipe financée par un conglomérat d'entreprises Kazak et a adopté la couleur du drapeau kazakh pour ses uniformes. Cette même année, Vinokourov et Kashechkin ont pris la première et la troisième place au classement général au Tour d'Espagne. Vinokourov a remporté la médaille d'or dans la course de cyclisme sur route aux Jeux olympiques de Londres en 2012.
Un autre cycliste professionnel célèbre est Andrei Kivilev, décédé à la suite d'un accident dans l'édition 2003 de la course Paris-Nice.

### Football
Le football est le sport le plus populaire.

### Gymnastique
Aliya Yussupova s'est placé 4e aux Jeux olympiques d'été à Athènes. Elle a été parmi les gagnants médaillé dans plusieurs tournois précédents. Actuellement, elle est considérée comme l'une des meilleures gymnastes rythmiques au monde. Après la retraite de Aliya Yussupova à la fin de 2009, le Kazakhstan a maintenu sa première place dans le monde grâce à l'émergence d'Anna Alyabyeva. 

### Haltérophilie
Ilya Ilin concourt dans la catégorie des 105 kg hommes, il est actuellement l'un des meilleurs haltérophiles de sa génération. Durant sa première compétition internationale, les Championnats du monde d'haltérophilie 2005, il est venu en premier dans le total (386 kg) et épaulé-jeté (216 kg) à l'âge de 17 dans la catégorie des 85 kg hommes. Il est l'un des quelques haltérophiles ayant remporté deux médailles d'or consécutives aux Jeux olympiques, la première aux Jeux olympiques de Pékin en 2008, puis aux Jeux olympiques de Londres en 2012 dans la catégorie des 94 kg hommes. Il a établi un nouveau record du monde dans la catégorie 94 kg pour épaulé-jeté (233 kg) et le total (418 kg) à Londres. Il a été invaincu dans toutes les compétitions mondiales et olympiques auxquels il a participé. Récemment, dans les Championnats du monde d'haltérophilie 2014, en compétition dans la catégorie des 105 kg hommes, il a remporté l'or avec un total (432 kg).

### Hockey sur glace
Le championnat du Kazakhstan de hockey sur glace est organisé depuis 1992. Le Barys Astana est la principale équipe professionnelle nationale kazakhe de hockey sur glace, et après avoir joué dans la ligue nationale Kazakhe jusqu'à la saison 2008-09, ils ont été transférés dans la Ligue continentale de hockey. 
Nik Antropov, Ivan Kulshov et Evgeni Nabokov sont de célèbres joueurs de hockey sur glace.

### Rugby
Le rugby à XV est un sport populaire au Kazakhstan. L'Union de rugby du Kazakhstan a été fondée en 1993. Elle développe les traditions du rugby existantes au Kazakhstan depuis 1966. En 2002, l'équipe nationale féminine est devenue championne asiatique pour la troisième fois. L'équipe masculine est de plus en plus forte et participe à de grands tournois internationaux. Elle est maintenant classée 32e (sur 95) dans le classement mondial de l'IRB.
En avril 2018, elle a reculé au 61e rang.